# Ni Lar San
Ni Lar San (ur. 7 października 1984) – birmańska lekkoatletka specjalizująca się w biegach długodystansowych.
W 2009 zdobyła, w maratonie, brązowy medal na Igrzyskach Azji Południowo-Wschodniej, dwa lata później sięgnęła po srebrny medal tych zawodów. 
W 2012 reprezentowała swój kraj na igrzyskach w Londynie – zajęła 105 miejsce z czasem 3:04:27.
Wielokrotna mistrzyni kraju.

## Rekordy życiowe
| Dystans               | Wynik (s) | Miejsce   | Data              |
| --------------------- | --------- | --------- | ----------------- |
| Bieg na 1500 metrów   | 4:42,3    | Rangun    | 2 lutego 2011     |
| Bieg na 5000 metrów   | 17:05,5   | Rangun    | 17 lutego 2009    |
| Bieg na 10 000 metrów | 34:10,3   | Rangun    | 17 lutego 2009    |
| Bieg maratoński       | 2:46:37   | Palembang | 16 listopada 2011 |